# Podemos Perú
Podemos Perú (PP), anteriormente conocido como Podemos por el Progreso del Perú, es un partido político peruano de centroderecha, fundado en 2017 por José Luna Gálvez tras haber renunciado a Solidaridad Nacional.

## Historia

### Antecedentes
En 2016, José Luna Gálvez siendo militante y secretario general del partido Solidaridad Nacional fue elegido como candidato a la primera vicepresidencia de la república en la plancha presidencial de Hernando Guerra García como candidato a la Presidencia y Gustavo Rondón como segundo vicepresidente, por la Alianza Solidaridad Nacional (Alianza conformada solo por los partidos Solidaridad Nacional y Unión por el Perú) para participar en las elecciones generales del 2016, de esta forma Luna decide postular nuevamente al Congreso de la República encabezando la lista en las elecciones parlamentarias. 
Sin embargo, dicha alianza nunca supero el 6% de las preferencias electorales en los sondeos de opinión pública, creciendo el temor de perder su inscripción ante el Jurado Nacional de Elecciones. El 29 de marzo del mismo año, la alianza decide retirar la candidatura presidencial para evitar que dicha alianza pierda su inscripción ante el JNE, del mismo modo, la alianza también decidió retirar las candidaturas al Congreso de la República y al Parlamento Andino, llevando a la Disolución de dicha Alianza.
Frente a esa decisión, José Luna renuncia a Solidaridad Nacional por no estar de acuerdo en retirar la candidatura de Hernando Guerra. 

### Fundación

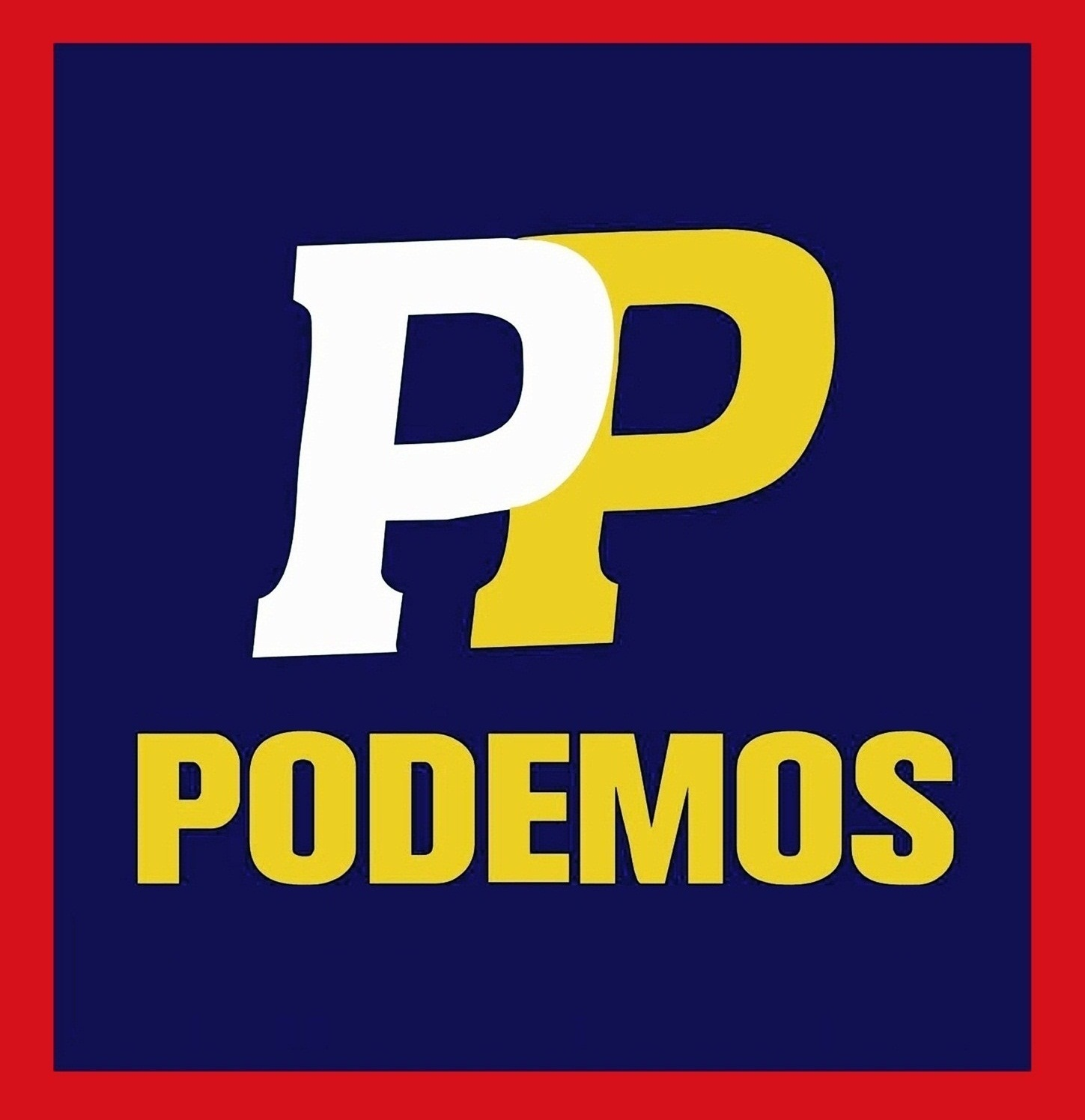
Logo de Podemos por el Progreso del Perú durante las elecciones regionales y municipales del 2018.

Luego de la renuncia de José Luna Gálvez al partido Solidaridad Nacional en 2016. Al año siguiente, Luna decide fundar su propio partido llamado Partido Podemos (o simplemente Podemos); ese mismo año, el ex congresista Enrique Wong renuncio a Solidaridad Nacional para incorporarse al partido recién creado, ejerciendo como secretario general del partido.
En 2018, con miras a las elecciones regionales y municipales del 2018, el partido cambia de nombre a Podemos por el Progreso del Perú.
En 2019, tras la disolución del congreso y a la convocación de elecciones extraordinarias para el 2020, convocadas por el presidente Martín Vizcarra, el partido cambia de nombre a Podemos Perú. 

## Participación electoral

### Elecciones regionales y municipales del 2018

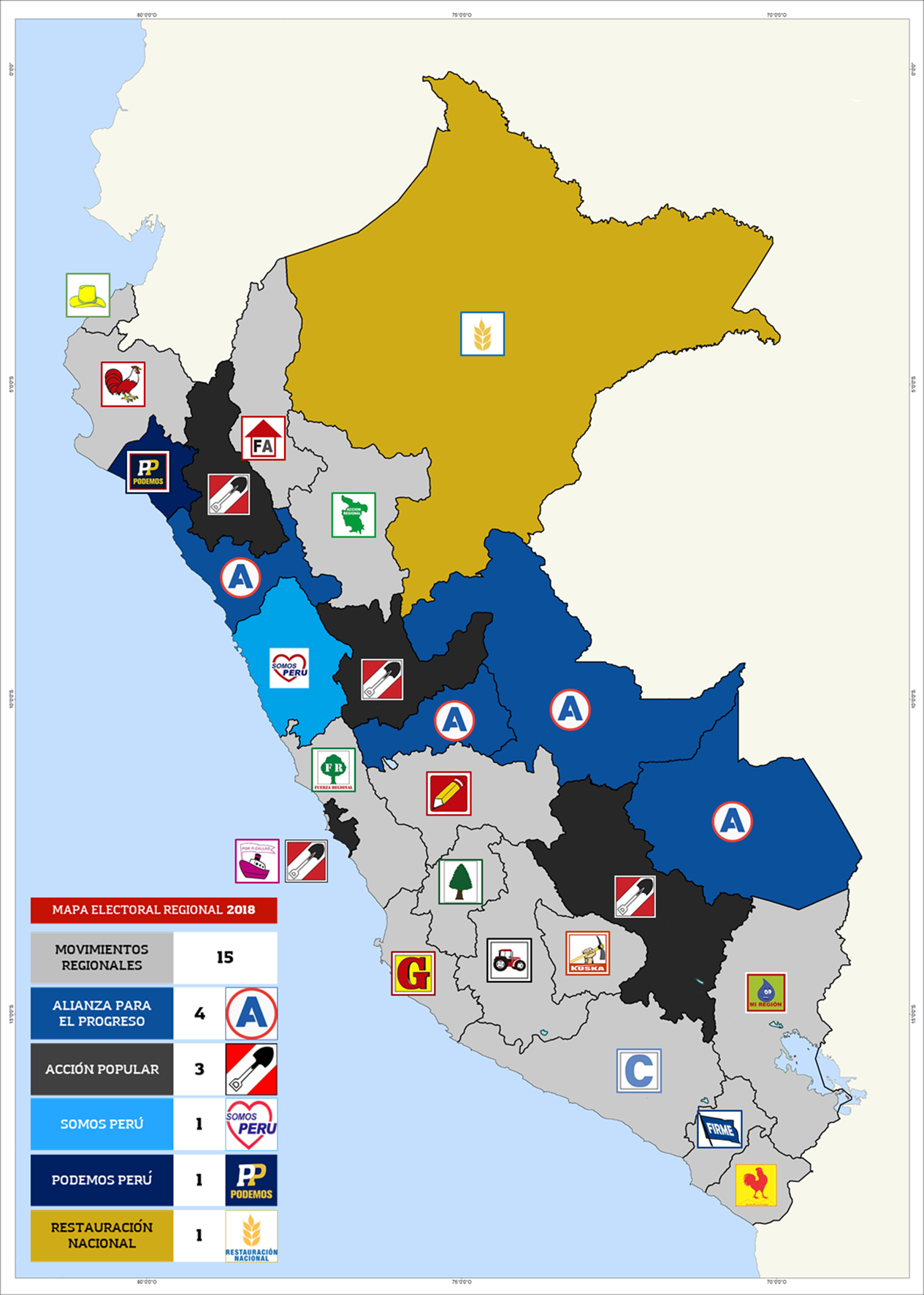
Resultados Electorales en los Gobiernos Regionales, Podemos por el progreso del Perú obtuvo un Gobernador Regional electo en Lambayeque.

El partido inicia su primera participación política en las elecciones regionales y municipales del 2018, donde tuvo varios candidatos a los gobiernos regionales. En dichas elecciones, solo obtuvo a Anselmo Lozano Centurión como Gobernador de Lambayeque, a su vez obtiene 1 alcaldía provincial siendo la provincia de Chiclayo, en Lambayeque y 18 alcaldías distritales.
Gobernadores Regionales electos por Podemos Perú
| Región     | Gobernador Regional      |
| ---------- | ------------------------ |
| Lambayeque | Anselmo Lozano Centurión |

Alcaldes Provinciales electos por Podemos Perú
| Región     | Provincia | Alcalde              |
| ---------- | --------- | -------------------- |
| Lambayeque | Chiclayo  | Marcos Gasco Arrobas |

Para la Alcaldía de Lima postulo el exmilitar y ex Ministro del Interior Daniel Urresti, quedando en segundo lugar con el 19.69%, siendo vencido por el exalcalde de Miraflores Jorge Muñoz de Acción Popular, a su vez, el partido obtiene 1 autoridad electa en el distrito de San Juan de Lurigancho. 

### Elecciones parlamentarias Extraordinarias del 2020
Para las elecciones extraordinarias del 2020, el partido presentó sus candidatos al Congreso de la República y la lista estuvo encabezada por el exministro Daniel Urresti quien era el más voceado en las encuestas. Luego de las elecciones, el partido obtuvo 11 escaños en el Congreso y Urresti fue el congresista más votado de dicha elección. 

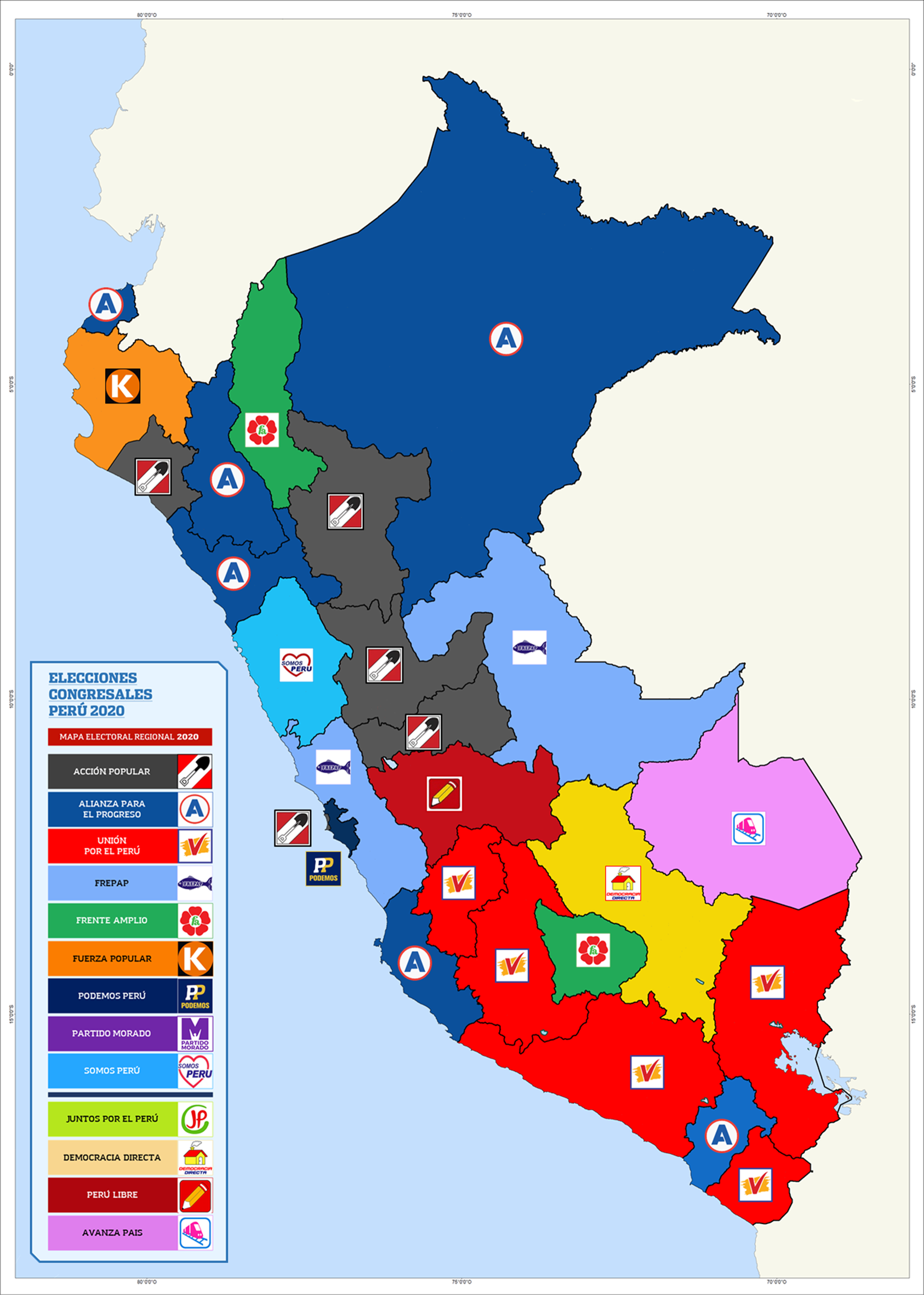
Partidos políticos más votados en cada Región, Podemos Perú obtuvo mayor votación en la provincia de Lima Metropolitana.

### Elecciones presidenciales del 2021
Para las Elecciones del 2021, Daniel Urresti se presentó como candidato a la Presidencia, a la ex congresista María Teresa Cabrera como Primera Vicepresidenta y al abogado Wilbert Portugal como Segundo Vicepresidente, quedando en 9° lugar en dicha Elección. 
| Candidatos     | Candidatos           | Candidatos          |
| Presidencia    | 1.º Vicepresidencia  | 2.º Vicepresidencia |
| -------------- | -------------------- | ------------------- |
| Daniel Urresti | María Teresa Cabrera | Wilbert Portugal    |

En las elecciones parlamentarias el partido obtuvo 5 escaños en el Congreso para el periodo 2021-2026.
El 26 de julio de 2024, Ariana Maybee Orué Medina asumio el cargo en remplazo de Enrique Wong Pujada tras su fallecimiento.

### Elecciones regionales y municipales del 2022
En 2022, para las elecciones regionales y municipales del 2022, se presentó en 7 circunscripciones para gobiernos regionales, sin embargo ninguno resultó electo, a pesar de ello, el partido obtiene 3 alcaldías provinciales, siendo las provincias de Huaylas en Áncash, General Sánchez Cerro en Moquegua y Sechura en Piura; y 42 alcaldías distritales.
Alcaldes Provinciales electos por Podemos Perú
| Región   | Provincia             | Alcalde                        |
| -------- | --------------------- | ------------------------------ |
| Áncash   | Huaylas               | José Felipe Espinoza Caballero |
| Moquegua | General Sánchez Cerro | Fledira Vary Meza Ramos        |
| Piura    | Sechura               | Carmen Rosa Morales Loro       |

A nivel de Lima, Daniel Urresti se presentó como candidato a la Alcaldía de Lima por segunda vez, siendo vencido por el excandidato presidencial Rafael López Aliaga de Renovación Popular, quedando en segundo lugar en dichos comicios con el 25.35% de votos. 

## Controversias

### Denuncia sobre supuestas firmas falsas
Un reportaje periodístico de noviembre del 2018, informó sobre la detección de 1500 firmas falsificadas entre las firmas validadas que permitieron la inscripción electoral del partido político. La exasesora legal de la ONPE, Susana Guerrero, fue separada de esa institución por denunciar las irregularidades en la inscripción de ese partido. Frente a esta situación Daniel Urresti, en ese momento candidato a la alcaldía de Lima, señaló que aquella situación sería normal.
En 2019, Luna anunció que se apartaría temporalmente de la presidencia del partido, luego de ser investigado en el caso del ex- alcalde de Lima Luis Castañeda Lossio. Luna, también dueño de la Universidad Telesup, señaló que tampoco participó en las elecciones «para no dañar el partido». Sin embargo, sí lo hizo su hijo José Luna Morales.

## Representación en el Congreso de la República

### Bancada parlamentaria
Actualmente la Bancada de Podemos Perú está conformada por 15 congresistas: 
| Circunscripción | Nombre               | Condición |
| --------------- | -------------------- | --------- |
| Áncash          | Darwin Espinoza      | Invitado  |
| Callao          | Ariana Orué          | Militante |
| Cuzco           | Guido Bellido        | Invitado  |
| Huánuco         | Luis Picón           | Invitado  |
| La Libertad     | Juan Burgos          | Invitado  |
| Lima            | Kira Alcarraz        | Invitado  |
| Lima            | José Arriola Tueros  | Invitado  |
| Lima            | Digna Calle          | Militante |
| Lima            | Isabel Cortez        | Invitado  |
| Lima            | José Luna Gálvez     | Militante |
| Lima            | Edgar Tello          | Invitado  |
| Piura           | Heidy Juárez Calle   | Invitado  |
| Puno            | Jorge Flores Ancachi | Invitado  |
| Ucayali         | Francis Paredes      | Invitado  |

## Resultados electorales

### Elecciones presidenciales
|  | 5.61 % |

|  | 0.00 % |

### Elecciones parlamentarias
|  | 8.38 % |

|  | 5.83 % |

### Elecciones al Parlamento Andino
| Año  | Votos   | %               | Escaños | Posición | Notas                                        |
| ---- | ------- | --------------- | ------- | -------- | -------------------------------------------- |
| 2021 | 750 107 | \| \| 7.09 % \| | 0/5     | 6.º      | Primera participación electoral del partido. |
|      | 7.09 %  |                 |         |          |                                              |

### Elecciones regionales y municipales
| Año  | Gobiernos Regionales | Alcaldías Provinciales | Alcaldías Distritales |
| Año  | Representantes       | Representantes         | Representantes        |
| ---- | -------------------- | ---------------------- | --------------------- |
| 2018 | 1/25                 | 1/196                  | 18/1874               |
| 2022 | 0/25                 | 3/196                  | 45/1874               |